# 法泰赫普尔
法泰赫普尔（Fatehpur），是印度拉贾斯坦邦Sikar县的一个城镇。总人口78471（2001年）。

## 人口
该地2001年总人口78471人，其中男性40461人，女性38010人；0—6岁人口13566人，其中男7172人，女6394人；识字率59.42%，其中男性为69.51%，女性为48.68%。